# Mollinedia selloi
Mollinedia selloi là một loài thực vật có hoa trong họ Monimiaceae. Loài này được (Spreng.) A. DC. miêu tả khoa học đầu tiên năm 1868.